# هربرت هاوبت
هربرت هاوبت (بالألمانية: Herbert Haupt)‏ (من مواليد 28 سبتمبر 1947) هو طبيب بيطري وسياسي نمساوي ورئيس سابق لحزب الحرية النمساوي. ولد في سيبودن، كيرنتن، كان وزيرًا للخدمات الاجتماعية الفيدرالية من عام 2000 حتى عام 2005 في حكومة ائتلافية برئاسة فولفغانغ شوسل، كان هاوبت نائب مستشار النمسا من 28 فبراير 2003 حتى 20 أكتوبر 2003.

## روابط خارجية
- هربرت هاوبت على موقع IMDb (الإنجليزية)
- هربرت هاوبت على موقع مونزينجر (الألمانية)